# Бандо Тамасабуро V
Бандо Тамасабуро V (яп. 五代目 坂東 玉三郎 Годаймэ Бандо: Тамасабуро:, род. 25 апреля 1950 года в Токио) — японский актёр нескольких разновидностей японского и классического театра и кино, а также режиссёр театра и кино. Один из самых известных ныне живущих актёров кабуки амплуа оннагата (женских ролей), удостоенный в этом качестве статуса живого национального сокровища.

## Биография
Будущий актёр родился 25 апреля 1950 года в Токио под именем Синъити Нирэхара. В раннем детстве переболел в лёгкой форме полиомиелитом, после чего, в качестве формы реабилитации по совету врача его родителям, начал заниматься традиционным японским танцем у наставницы Касиэ Фудзимы, жены актёра и театрального менеджера Ёсиюки Мориты (более известного по сценическому имени Морита Канъя XIV и носившего также, в числе прочих, имя Бандо Тамасабуро IV).
Хотя у Морита Канъя был собственный сын, также актёр, по имени Морита Кинъя, именно Синъити стал продолжателем его семейной традиции (родившийся в 1933-м году Кинъя дебютировал в 1944-м как Бандо Митатати, а после Второй мировой войны выступал как Кинъя в «косибай», театре более низкого класса). Когда Синъити было 6 лет, Канъя и его жена усыновили мальчика (изменив его имя на Синъити Морита), с чего и началось его вхождение в кабуки.
Дебют Морита Синъити на сцене состоялся в декабре 1957 года в 7-летнем возрасте, под сценическим именем Бандо Кинодзи, в роли Котаро в драме «Храмовая школа» на сцене «Тоёко Гэкидзё» (яп.). По некоторым сведениям, Бандо может претендовать и на сценическое имя Морита Канъя XV (имя Тамасабуро традиционно бралось на относительно раннем этапе карьеры, сменяясь потом более «зрелым»), но артист несколько раз заявлял, что не намерен этого делать.
На церемонии имяположения/смены имён сюмэй в июне 1964 года в театре «Кабуки-дза» юноша унаследовал от приёмного отца имя Бандо Тамасабуро, став его пятым носителем. Первыми ролями, сыгранными им под новым именем (в тот же день), стали персонажи Отамы и Омиё в постановках «Синдзю Яи ва Кори но Цуитати» и «Итикава Дандзюро VIII».
На протяжении 1960-х годов Тамасабуро играл роли различной направленности: в 1965 он и его приёмный отец (преимущественно специализировавшийся на юношеских ролях татияку) вместе играли дочь и мать в постановке «Тюсингуры» («47 ронинов»), в 1967 играл Сирагикумару в пьесе Цуруи Намбоку «Сакура-химэ адзумабунсё», а в 1969 играл в пьесе Юкио Мисимы «Месяц словно натянутый лук» и юношескую, и женскую роли — принца Сиротаэ и принцессы Сирануи. С конца же 1960-х Тамасабуро сосредотачивается на амплуа оннагата, играя женские роли. К значимым ролям этого периода, помимо Сирануи, относятся образы принцессы Таэмы в постановке «Наруками» (1970) и принцессы Новакэ в пьесе «Сумидагава гонити но омокагэ» (1971).
Морита отличался консерватизмом в отношении форм театра, однако после смерти приёмного отца в 1975 году Тамасабуро стал пробовать свои силы и в других жанрах, как в японском «новом театре» симпа (сыграв, например, в «Веере для учения», 1975), так и в мировом классическом театре, сыграв, в частности, таких разных персонажей, как античных Электру и Медею, шекспировских героинь Джульетту, Дездемону и леди Макбет, Маргариту Готье из «Дамы с камелиями» Дюма и других.
С конца 1970-х Бандо также снимается в кино, а в 1990-х годах и сам поставил несколько значимых фильмов, удостоенных номинаций кинопремии Японской академии и представленных на нескольких международных фестивалях. В частности, картина «Тоска» участвовала в основной конкурсной программе 43-го Берлинского кинофестиваля (1993).
Бандо Тамасабуро активно участвует в международной популяризации кабуки, участвовав на протяжении своей карьеры в гастролях «Кабуки-дза» и других театров; в частности, он участвовал в американских турах японских театров кабуки в 1982, 1984 (в New York Metropolitan Opera) и 1985 годов, общеевропейском туре 1989 года, кабуки-выступлениях во Франции, Великобритании и Польше 1986, 1991 и 1992 годов. В настоящем Бандо также активно участвует самостоятельно в международных проектах, в том числе, не связанных напрямую с театром, среди которых выделяются, в частности:
- Исполнение двух главных ролей (Настасьи Филипповны и князя Мышкина — после 3—4-летних уговоров сыграть мужскую роль[14]) в «Настасье» Анджея Вайды по роману Достоевского «Идиот» (1994).
- Сотрудничество с виолончелистом Йо-Йо Ма, в ходе которого Тамасабуро исполнял традиционный японский танец на музыку Баха (1996).
- Совместная балетная постановка с Михаилом Барышниковым (1998)[6].
- Участие в 2006 в мировых гастролях на 25-летие известного ансамбля традиционных японских больших барабанов Kodo[англ.]. Впоследствии, с 2012, Бандо возглавил Kodo в качестве художественного руководителя[15].
- Постановка и участие в главной роли в классической пьесе «Пионовая беседка»[англ.] традиционной китайской оперы куньцюй, представленной на Шанхайском международном фестивале искусств в 2009 (получившая ряд положительных отзывов и позднее поставленная также в Токио)[6].

## Известные работы

### В качестве актёра
В кабуки
- «Наруками» — паучья принцесса Таэма (Кумо-но-Таэма-химэ)
- «Сакура-химэ адзумабунсё» — принцесса Сакура (Сакура-химэ)
- «Ёсицунэ сэмбондзакура» — Сидзука Годзэн
- «Даннора кабуто-гунки» — Акоя
- «Каго цурубэ сато но эйзамэ» — Яцухаси
- «Сатомоё адзами но иронуи» — Идзаёи
- «Кёганоко мусумэдодзёдзи» — Сирабёси Ханако
- «Саги-мусумэ» — Саги но Сэй
- «Сукэроку юэн Эдодзакура» — Агэмаки
- «Иваси ури кои хикиами» — Хотаруби

В симпа и классическом театре
- «Тэнсю моногатари»
- «Нихонбаси»
- «Макбет» — леди Макбет
- «Медея»
- «Настасья» (театральная постановка А. Вайды) — князь Мышкин, Настасья Филипповна
- «Нихонбаси»
- «Синий волк» (по одноимённому роману Ясуси Иноуэ о Чингисхане)
- «Ромео и Джульетта» — Джульетта
- «Куротокагэ» (по роману Эдогавы Рампо)
- «Маркиза де Сад»
- «Елизавета» (1993)
- «Юдзуру»
- Постановки барабанной шоу-группы Kodo — богиня Аматэрасу и др. роли (в разл. постановках)
- «Пионовая беседка» (в стиле китайской оперы куньцюй /«куньшаньской оперы»/ по пьесе конца XVI века Тан Сяньцзу, для Шанхайского фестиваля искусств) — Ду Линян

В кино
- 1979 — «Пруд демона» — деревенская красавица Юри, принцесса-демон Сираюки
- 1988 — «Токио: Последний мегалополис» — Кёка Идзуми
- 1991 — «Юмэдзи» — Гёсю Инамура
- 1994 — «Настасья» — князь Мышкин, Настасья Филипповна
- 1995 — «Тэнсю моногатари» — принцесса Томи (Томи-химэ)

### В качестве режиссёра/постановщика/сценографа/художественного руководителя
В театре и др. сценических постановках
- «Тэнсю моногатари»
- «Ромео и Джульетта» (1986)
- «Хрустальная маска» (1988)
- «Наётакэ»
- «Куротокагэ»
- «Кайдзин бэссо»
- Мировые гастроли барабанной шоу-группы Kodo (2006; позднее стал их постоянным художественным руководителем)
- Китайская опера «Пионовая беседка» (2008—2009)

В кино
- 1992 — «Операционная»

Фильм был представлен вне конкурса на 42-м Берлинале и 17-м кинофестивале в Торонто (1992), а также получил премию за лучший монтаж и ещё 4 номинации кинопремии Японской академии.
- 1993 — «Тоска»

Фильм был представлен в основной конкурсной программе 43-го Берлинале (номинирован на «Золотого медведя»), а также получил шесть номинаций кинопремии Японской академии.
- 1995 — «Тэнсю моногатари»

Фильм получил номинацию кинопремии Японской академии за лучшую работу художника-постановщика.

## Отзывы о творчестве Бандо Тамасабуро
Ещё в 1970 году, в период ранней карьеры актёра, известный писатель и драматург Юкио Мисима отозвался о нём, как о превосходном оннагате и одном из молодых хранителей традиции кабуки в целом:

Оннагата — цветы кабуки, и, при основополагающем вкладе корифеев прошлого в этой области, если бы не распускались их новые бутоны, кабуки был бы обречён. В настоящее время, при всём желании культивировать эти цветы, пропала историческая почва для их появления, и нам остаётся лишь надеяться на чудо. Тамасабуро, родившийся для наполнения этих надежд — молодой оннагата, чьё изящество и элегантность ассоциируются с шедеврами из слоновой кости, — есть живое подтверждение тому, что театр кабуки ещё жив.— Юкио Мисима, август 1970

## Номинации и награды
Профессиональные (от театральных, кинематографических и т. п. институций и общественных организаций)
- 1971 — Golden Arrow Award[англ.] от Ассоциации журнальных издательств Японии в категории «Театр»[18]
- 1978 — Golden Arrow Award в категории «Театр»[18]
- 1981 — Премия исполнительских искусств имени Кунидзо Мацуо[яп.] в категории «Выдающееся театральное исполнение»
- 1997 — Премия искусств Майнити[фр.] от издания «Майнити симбун»
- 1997 — Театральная премия Ёмиури[яп.] в категории «Лучший актёр» от издания «Ёмиури симбун» и телекомпании Nippon Television
- 2009 — Премия имени Кикути Кана от издания «Бунгэй сюндзю»[англ.] и Общества продвижения японской культуры[19]
- 2011 — Премия Киото в категории «Философия и искусства» от фонда Инамори[англ.][20][21]
- 2019 — Императорская премия

Иностранные или международные
- 1991 — Почётная степень доктора словесности Китайского Университета Культуры[англ.] (Тайвань)
- 1997 — Международная премия культуры Mont Blanc

Государственные (муниципальные и правительственные)
- 1971 — Премия «Явление года»[яп.] Министерства образования, культуры, спорта, науки и технологий Японии (совместно с Адзумой Морисаки[англ.], Наоко Ихарой, Йоко Мориситой[англ.], Харухико Ясудой[яп.], Ацухиро Ногути, Акико Фудзисиро и Юдзо Абэ)
- 1992 — Специальная премия Литературной премии имени Кёки Идзуми (от муниципалитета города Канадзава)
- 2011 — Премия Киото за вклад в искусство[6].
- 2012 — Статус и почётный титул «Живого национального сокровища Японии»[5].
- 2014 — Медаль Почёта с пурпурной лентой.

Иностранные или международные
- 1991 — Кавалер ордена Искусства и литературы (Франция)
- 2013 — Командор ордена Искусства и литературы

## Дополнительные публикации и литература
На русском языке
- Раздел «За рубежом» // Журнал «Театр». — 1987, №1-4. — С. 128—131.
- Оннагата // Япония: Справочник / Г. Ф. Ким, К. О. Саркисов, В. Н. Еремин, А. И. Сенаторов, В. М. Алпатов. — Республика, 1992. — С. 427. — 543 с.
- Ирина Любарская. Пейзаж после битвы // Итоги. — 4 февраля 2008. — № 6/608. Интервью с Анджеем Вайдой перед 58-м Берлинале.
- «Пионовая беседка» привела Париж в восторг. Японский репортер (12 февраля 2013). Дата обращения: 30 августа 2014.
- Жак Луйери, Кёко Хасэгава (в перев. А.Кальчевой). Живое национальное сокровище поддерживает кабуки на плаву. Новости из Японии (22 февраля 2013). Дата обращения: 30 августа 2014.

На английском языке
- Toby Tobias. Treasures and Trifles (англ.) // New York Magazine. — July 19, 1982. — P. 58—59.
- Shinji Ogata. Tamasaburo Bando, onnagata. — Heibonsha, 1983. — 200 p.
- Toby Tobias. Spring Novelties (англ.) // New York Magazine. — May 21, 1984. — P. 101—103.
- Tamasaburo (англ.) // East West Journal. — Kushi Foundation, 1985. — Vol. 15, no. 1—6. — P. 48—51.
- Deborah Jowitt[англ.]. Preface // Time and the Dancing Image. — University of California Press, 1988. — P. 8. — 431 p. — ISBN 0-520-06627-8.
- David Desser[англ.]. Shinjuku Thieves // Eros Plus Massacre: An Introduction to the Japanese New Wave Cinema. — Indiana University Press, 1988. — P. 190. — 247 p. — ISBN 0-253-20469-0.
- Judith Lynne Hanna[англ.]. Male ideal of woman // Dance, Sex, and Gender: Signs of Identity, Dominance, Defiance, and Desire. — University of Chicago Press, 1988. — P. 80. — 317 p. — ISBN 0-226-31551-7.
- Japan // The World of Theatre: Edition 2000 / Ian Herbert, Nicole Leclerc. — Routledge, 2000. — P. 137. — ISBN 978-0-415-23866-3.
- Japanese Theatre and the International Stage / Stanca Scholz-Cionca, Samuel L. Leiter.. — Brill, 2000. — 499 p. — ISBN 90-04-12011-4.
- Laurence Senelick. The Changing Room: Sex, Drag and Theatre. — Routledge, 2000. — P. 96—98, 149. — 545 p. — ISBN 0-415-15986-5.
- Anya Peterson Royce. Anthropology of the Performing Arts. — Walnut Creek, CA: AltaMira Press / Rowman and Littlefield, 2004. — P. 173—184. — 261 p. — ISBN 0-7591-0224-4.
- Chris Desjardins. Masahiro Shinoda // Outlaw Masters of Japanese Film. — I.B. Tauris, 2005. — P. 117—118. — ISBN 1-84511-090-0.
- Katherine Mezur. Beautiful Boys/Outlaw Bodies: Devising Kabuki Female-Likeness. — Palgrave Macmillan, 2005. — P. 33—40, 133-141. — 307 p. — ISBN 978-1403967121.
- Donald Richie. Tamasaburo Bando // Japanese Portraits: Pictures of Different People. — Singapore: Tuttle Publishing, 2006. — P. 119—121. — ISBN 978-1-4629-0217-0.
- Rokuo Tanaka, M. Cody Poulton. Ariyoshi Sawako (1931-1984), Izumi Kyōka (1873-1939) // The Columbia Encyclopedia of Modern Drama / Gabrielle H. Cody, Evert Sprinchorn. — Columbia University Press, 2007. — P. 63—64, 723. — 849 p. — ISBN 978-0-231-14422-3.
- Janina Falkowska. Grande Finale: Films of the Nineties // Andrzej Wajda: History, Politics, and Nostalgia in Polish Cinema. — Berghahn Books, 2007. — P. 224, 238-240. — 357 p. — ISBN 978-1-84545-508-8.
- Dennis Kennedy[англ.]. The Oxford Companion to Theatre and Performance. — Oxford University Press, 2010. — P. 42, 294, 437. — 688 p. — ISBN 978-9-19-957419-3.
- Shakespeare and the Japanese Stage / Takashi Sasayama, J. R. Mulryne, Margaret Shewring. — Cambridge University Press, 2010. — P. 8, 249. — 372 p. — ISBN 978-0521129510.

На японском языке
- 奥村喜一郎, 谷田貝高幸. 坂東玉三郎: ひかりの中で. — 松竹株式会社事業部, 1979. — 108 p.
- 岸野正彦. 監督坂東玉三郎: 「夢の女」. — NTT 出版, 1993. — ISBN 9784871882255.
- 萩原朔美[яп.]. 山鹿八千代座: 坂東玉三郎華麗に舞う. — NTT 出版, 1993. — 147 p. — ISBN 9784871772402.
- 坂東玉三郎の宇宙. — 新書館, 1997. — 145 p. — ISBN 9784403020230.
- 樽屋壽助. 坂東玉三郎 (大和屋) // 大向うとゆく 平成歌舞伎見物. — 2010. — P. 40—41. — 249 p.
- 中川右介[яп.]. 坂東玉三郎: 歌舞伎座立女形への道. — 幻冬舎, 2010. — 339 p. — ISBN 9784344981706.